# Зозуля-дронго філіпінська
Зозу́ля-дро́нго філіпінська (Surniculus velutinus) — вид зозулеподібних птахів родини зозулевих (Cuculidae). Ендемік Філіппін.

## Опис
Довжина птаха становить 23 см. Забарвлення повністю синювато-чорне, блискуче, за винятком білої смуги на нижній стороні крил і білих плям на стегнах і на нижній стороні хвоста. Хвіст відносно довгий, дещо роздвоєний. Дзьоб чорний, тонкий, вигнутий. Виду не притаманний статевий диморфізм. Молоді птахи мають більш тьмяне забарвлення, ніж дорослі птахи. Вокалізація — серія з 8—9 висхідних посвистів, що повторюється.

## Підвиди
Виділяють три підвиди:
- S. v. chalybaeus Salomonsen, 1953 — острови Лусон, Міндоро, Негрос;
- S. v. velutinus Sharpe, 1877 — острови Бохоль, Лейте, Самар, Мінданао і Басілан;
- S. v. suluensis Salomonsen, 1953 — архіпелаг Сулу.

## Поширення і екологія
Філіпінські зозулі-дронго живуть у кронах і середньому ярусі вологих рівнинних тропічних лісів. Зустрічаються поодинці, на висоті до 2100 м над рівнем моря. Живляться комахами. Статева поведінка малодосліджена, імовірно, філіпінські зозулі-дронго практикують гніздовий паразитизм.